# Шиляев, Рудольф Ростиславович
Рудольф Ростиславович Шиляев (1943—2013) — заслуженный деятель науки Российской Федерации, доктор медицинских наук. Действительный член РАЕН.

## Биография
- В 1967 году по специальности «педиатрия» окончил Ивановский государственный медицинский институт.
- С 1967 по 1969 год обучался в клинической ординатуре.
- С 1969 по 1971 год а аспирантуре на кафедре факультетской педиатрии.
- В 1972 году защитил кандидатскую диссертацию.
- В 1980 году назначен на должность заместителя директора Ивановского НИИ материнства и детства.
- В 1983 году защитил докторскую диссертацию в Московском НИИ педиатрии и детской хирургии.

Умер 7 августа 2013 года. Похоронен на Богородском кладбище.